# شاي سيبوني
شاي سيبوني هو لاعب كرة قدم إسرائيلي في مركز الوسط، ولد في 3 أبريل 1983 في حيفا في إسرائيل. شارك مع منتخب إسرائيل تحت 17 سنة لكرة القدم ‏. أما مع النوادي، فقد لعب مع مكابي أخاء الناصرة وهبوعيل حيفا.